# Römerbrücke bei Kroisegg

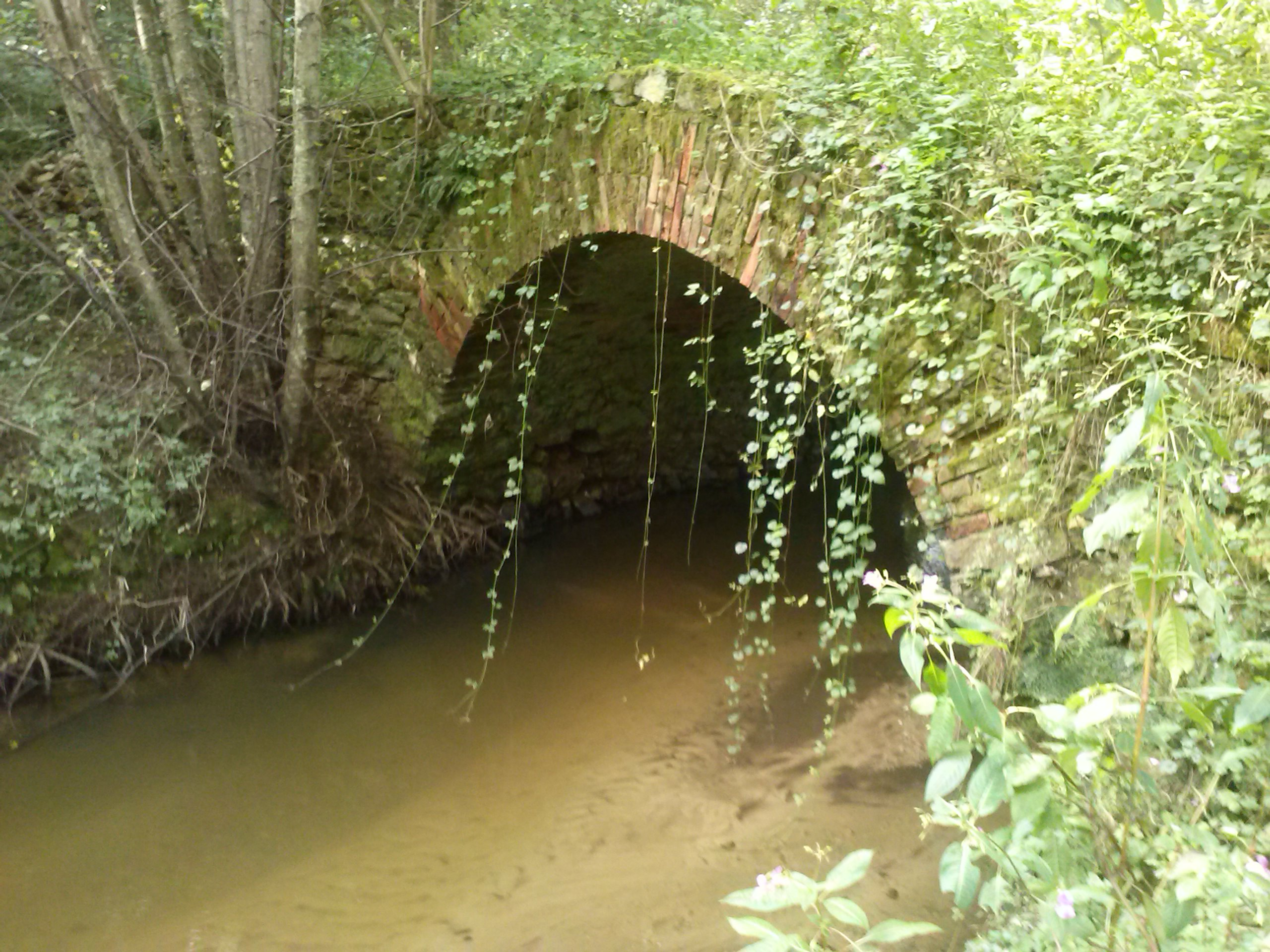
Die Brücke im September 2014

Die „Römerbrücke“ bei Kroisegg stammt vermutlich aus der Zeit vor bzw. um 1750 und befindet sich im Gemeindegebiet von Pinkafeld und Grafenschachen im Burgenland. Sie steht in beiden Gemeinden unter Denkmalschutz (Listeneintrag, Listeneintrag) und kann heute nur mehr zu Fuß betreten werden.

## Lage
Die Brücke überspannt den Stögersbach an der Grenze zwischen den Gemeinden Pinkafeld und Grafenschachen. Sie ist Teil eines alten Verkehrsweges auf der kürzesten Verbindung zwischen Pinkafeld und Kroisegg und befindet sich auf halbem Weg zwischen Kroisegg und der Siedlung Unterwaldbauern.

## Geschichte
Die Verkehrswege im Wechselgebiet sind großteils römischen Ursprungs. Ihre Trassierung hat sich bis heute kaum verändert. Geändert haben sich im Lauf der Jahrhunderte Bedeutung und Nutzung – vom Saumpfad bis zum Fahrweg – der Wege. Daher ist es denkbar, dass auch die Verbindungsstraße, auf der sich die Römerbrücke befindet, bereits in der Römerzeit genutzt wurde. Im Gegensatz zu ihrer Bezeichnung, die sich vermutlich mündlich überliefert hat, kann die Brücke aufgrund der beim Bau verwendeten Ziegelformate nur in der Neuzeit errichtet worden sein.
Meyer hat die Geschichte der Nutzung der Brücke aus dem Studium alter Landkarten erschlossen: Zur Zeit der Erstellung der Josephinischen Landesaufnahme (1760–1780) ist der Straßenzug Kroisegg – Unterwaldbauern – Hochgericht – Pinkafeld mit einer Gesamtlänge von 6820 Metern deutlich eingezeichnet. Der Kartenkommentar besagt, dass der Weg zu den Unterwaldbauern „etwas ausgerissen“ und schlecht sei, woraus man erkennt, dass die Straßenverbindung zu diesem Zeitpunkt bereits an Bedeutung verloren hatte. In der Franziszeischen Landesaufnahme von 1844 besteht der gesamte Wegverlauf zwischen Kroisegg und Pinkafeld noch, während die Franzisco-Josephinische Landesaufnahme den Weg von Kroisegg kommend bei Unterwaldbauern enden lässt.
Heute ist der alte Weg zwischen Kroisegg und Pinkafeld durch die Süd Autobahn unterbrochen und führt ab der Autobahn entlang der Landesstraße L238 (Grafenschachener Straße) weiter bis Pinkafeld.

## Forschungsstand zur geschichtlichen Einstufung
In der Arbeit von 1974 stellt Meyer fest, dass in der Literatur zwar die Errichtung verschiedener Bauwerke der Umgebung erwähnt ist, nirgends aber ein Hinweis auf den Brückenbau. Meyer zieht daher bei seinem Versuch zur Datierung der Erbauungszeit zwei Komponenten heran: die Bedeutung des Verkehrsweges in Zusammenhang mit der wirtschaftlichen Situation der naheliegenden Siedlungen und das verwendete Ziegelformat.
Im Spätmittelalter führte von Vorau über das Gebiet des heutigen Kroisegg nach Pinkafeld die sogenannte Vorauerstraße. Pinkafeld war seit 1291 Teil der Herrschaft Bernstein. Vermutlich auf Kroisegger Gebiet befand sich die Siedlung Rolnyk, die im 16. Jahrhundert bereits wüst gefallen war. Vor 1600 wurde Kroisegg gegründet und gehörte spätestens 1645 zur Herrschaft Bernstein. 1659 wurde die Herrschaft Pinkafeld unter der Familie Batthyány selbständig. 1668 wurde die Rottensiedlung Unterwaldbauern erstmals erwähnt. Vor 1732 ging in Pinkafeld eine Tabakmühle in Betrieb. Der im Lafnitztal angebaute Tabak wurde in Kroisegg gesammelt. In der ersten Hälfte des 18. Jahrhunderts errichtete Adam II. Batthány in Unterwaldbauern einen Schäfflerhof und führte größere Rodungen durch. Mitte des 18. Jahrhunderts bestand in Kroisegg eine Taverne mit vergleichsweise hohem Umsatz. 1742 gab es in Kroisegg mit 23 Zugtieren bei 22 Haushalten eine hohe Anzahl von Tieren für vergleichbare Ortschaften. 1758 wurde die Kirche renoviert und der Ort war in der Lage relativ hohe Beiträge dafür selbst aufzubringen. 1772 nahm die Kroisegger Bevölkerung wieder ab, 1783 war der Schäfflerhof wegen Unrentabilität wieder geschlossen.
Hinsichtlich des eingesetzten Ziegelmaterials ist eine Erbauung – unter Verweis auf das zwischen 1715 und 1785 geltende Kaiserliche Ziegelpatent – vor 1716 unwahrscheinlich.
Unter der Annahme, dass die Errichtungszeit der Brücke mit der Blütezeit des Verkehrsweges und diese wiederum mit der größten wirtschaftlichen Entwicklung der beiden Nachbarorte Kroisegg und Unterwaldbauern zusammenfällt, und den Erkenntnissen aus den Ziegelformaten zieht Meyer folgenden Schluss:
„Bei sehr vorsichtiger Behandlung der vorliegenden Daten und Fakten ist eine Erbauungszeit vor bzw. um 1750 als sehr wahrscheinlich anzunehmen.“

## Beschreibung

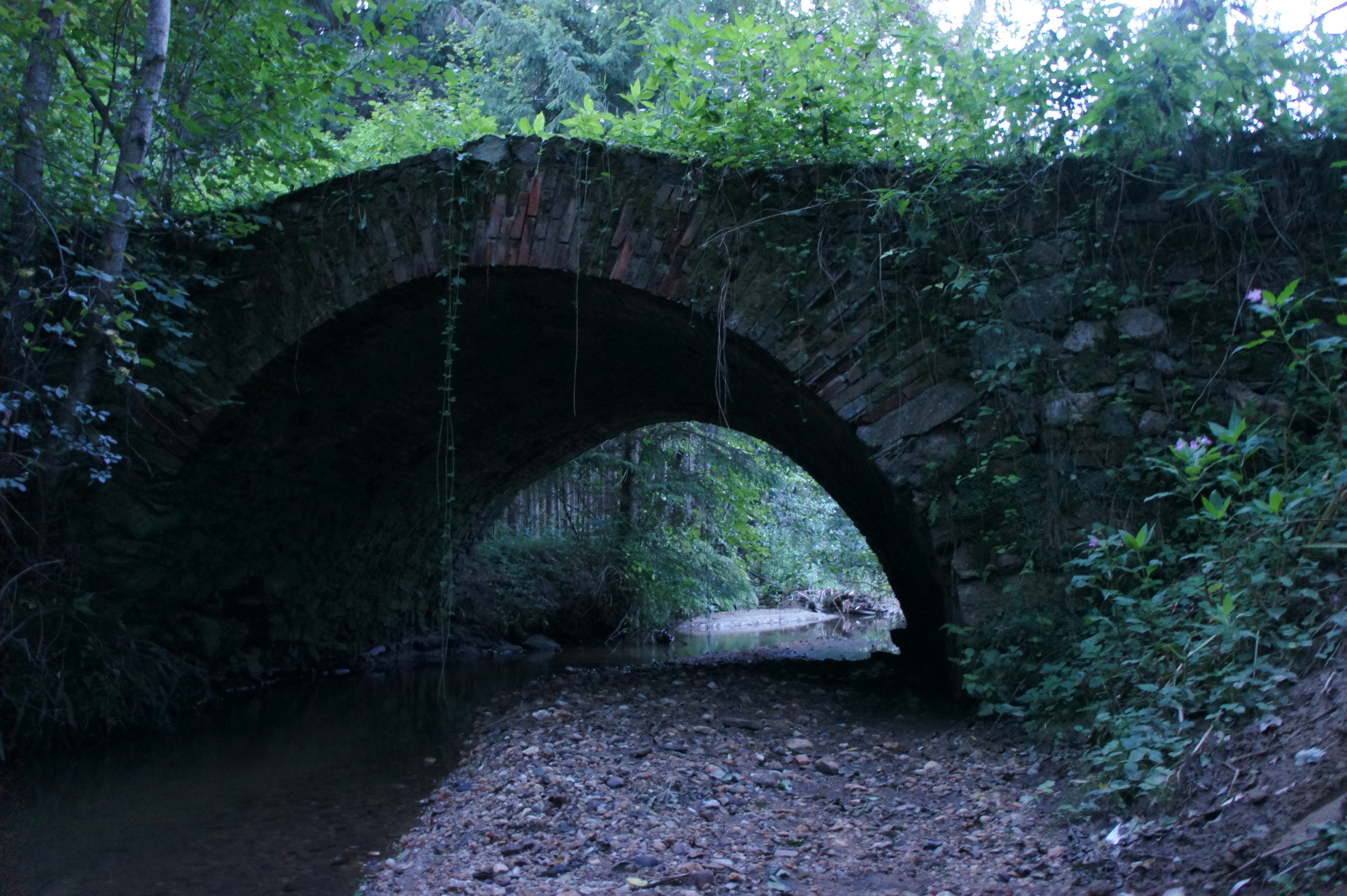
Die Brücke im August 2012

Die Brückenwiderlager bestehen aus verfugtem Bruchsteinmauerwerk. Der Bogenträger (Gewölbe) besteht ab dem Kämpfer aus gebrannten Lehmziegeln des Formates 28,8/15/5,5 Zentimeter und ist zwischen 60 und 70 Zentimeter stark. Aufmauerungen über dem Träger sowie die 50 bis 70 cm starken Flügelmauern sind aus Bruchsteinmauerwerk. Die Gesamtbreite der Brücke beträgt sechs Meter, die lichte Weite fünf Meter. Die lichte Höhe über Normalwasserstand des Stögersbaches ist 2,80 Meter. Das Bauwerk zeigt hohe handwerkliche Qualität.
Der Weg führt von Kroisegg kommend über einen kurzen Damm auf die Brücke, die den Stögersbach geradlinig in östlicher Richtung überquert. Danach führt der Weg weiter über einen langen Damm durch die Bachniederung des Stögersbaches in Richtung Unterwaldbauern. Die Breite des Weges beträgt ungefähr 2,50 Meter, die Breite der teilweise bereits stark beschädigten Dammkrone schwankt zwischen 2,50 Meter und 4,0 Meter. Der Damm ist inklusive der Brücke 360 Meter lang und ungefähr einen Meter hoch. Die Brückenachse ist im Vergleich zur Straßenachse leicht schräg gestellt, womit die Spannweite über den Bach kurz gehalten wurde.

## Zustand
Die Brücke ist teilweise stark verwittert. Auf der Nordseite weist das Gewölbe bereits starke Ausbrüche auf und auch die Widerlager und Flügelmauern sind baufällig. Die Südseite ist besser erhalten. Die anschließenden Dämme sind in schlechtem Zustand. Das Gefüge der Bausteine weist teilweise Unregelmäßigkeiten auf. Diese könnten aufgrund von Setzungen bereits bei der Herstellung (Absenken des Lehrgerüstes) entstanden sein, sind aber sicherlich auch Folgen von Überlastung. Die Brücke wurde trotz Fahrverbots zumindest bis in die 1970er Jahre durch Fuhrwerke befahren.